# Ophion kevoensis
Ophion kevoensis är en stekelart som beskrevs av Jussila 1965. Ophion kevoensis ingår i släktet Ophion och familjen brokparasitsteklar. Inga underarter finns listade i Catalogue of Life.